# Societat d'Estudis Militars
|  | Per a altres significats, vegeu «Societat d'Estudis Militars (think tank)». |

La Societat d'Estudis Militars (SEM) fou una agrupació clandestina i de caràcter paramilitar, fundada a Barcelona el 1924 per militants d'Acció Catalana. La presidia Lluís Nicolau d'Olwer i n'era secretari Ferran Cuito i Canals. Miquel Arcàngel Baltà i Botta en fou el cap i l'instructor i mantenia contactes amb Francesc Macià i Estat Català. Les classes, teòriques i pràctiques, es feien a l'edifici de l'Ateneu Barcelonès i es basaven en els manuals militars de la infanteria francesa de l'escola de Saint-Cyr. Un altre assessor principal fou Pere Màrtir Rossell i Vilar, i aplegava un centenar de voluntaris, entre ells el socialista Josep Rovira i Canals, els nacionalista Carles Pi i Sunyer i els futurs militants d'Estat Català Miquel Ferrer Sanxis, Manuel González Alba, Abelard Tona i Nadalmai, Àngel Morera, i altres. També i hi col·laboraven Pau Vila, Cèsar August Jordana i Mayans, Ferran Soldevila i Zubiburu i Alfons Maseras i Galtés.
La seva finalitat era formar els nuclis del comandament d'un futur exèrcit català. Fou descoberta el 1925 per la policia de Miguel Primo de Rivera. Baltà i d'altres foren empresonats i molts se n'anaren a l'exili. La causa dels futurs guerrillers independentistes fou sobreseguda per por d'un escàndol polític. Els que restaren a l'interior continuaren sota el patrocini de Josep Maria Batista i Roca fins al 1929 i s'integraren a Bandera Negra o bé a ORMICA.